# Orschwihr
Orschwihr (fino al 1989 Orschwir; Orschweier in tedesco) è un comune francese di 1 042 abitanti situato nel dipartimento dell'Alto Reno nella regione del Grand Est.

## Società

### Evoluzione demografica
Abitanti censiti